# Aufidus pallidus
Aufidus pallidus är en insektsart som beskrevs av Victor Lallemand 1949. Aufidus pallidus ingår i släktet Aufidus och familjen spottstritar. Inga underarter finns listade i Catalogue of Life.